# ヘイリー・アトウェル
ヘイリー・エリザベス・アトウェル（Hayley Elizabeth Atwell, 1982年4月5日 - ）は、イングランド生まれの女優。

## 生い立ち
ロンドンで生まれる。母はイギリス人、父はアメリカ合衆国カンザスシティ出身でネイティヴ・アメリカン家系である。また、アメリカとイギリスの市民権を二重に取得している。両親は2歳の頃に離婚している。

## キャリア

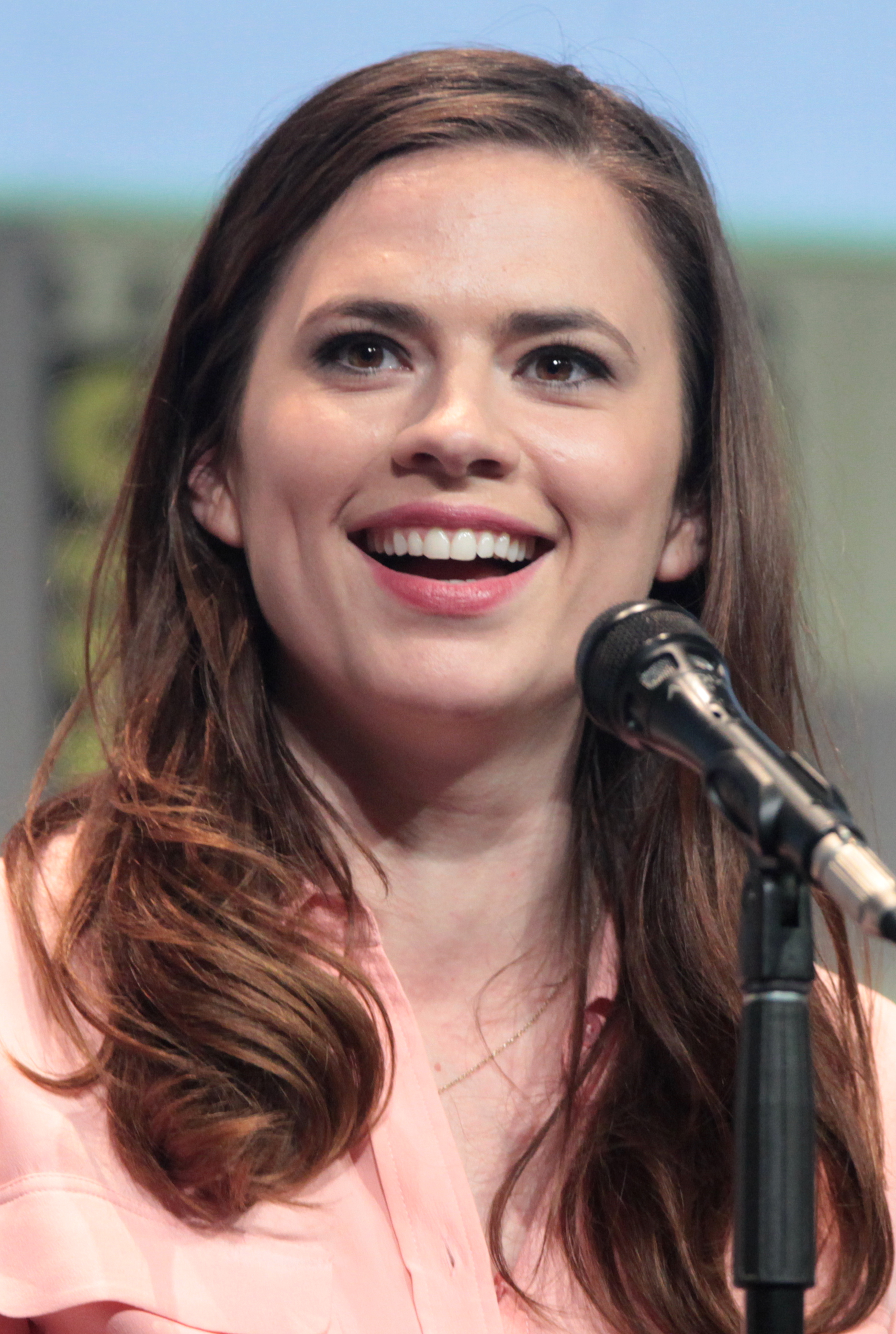
2015年、サンディエゴ・コミコンでのアトウェル

2005年、プリングルズのテレビ広告でデビューする。
映画デビュー作は、ウディ・アレン監督の『ウディ・アレンの夢と犯罪』（2007年）で、ユアン・マクレガー、コリン・ファレルと共演した。2008年には『ある公爵夫人の生涯』でエリザベス・フォスターを演じ、英国インディペンデント映画賞やロンドン映画批評家協会賞にノミネートされた。
2010年に放送されたミニシリーズ『ダークエイジ・ロマン 大聖堂』ではゴールデングローブ賞女優賞（ミニシリーズ・テレビ映画部門）にノミネートされた。
2011年公開の『キャプテン・アメリカ/ザ・ファースト・アベンジャー』では、ヒロインのペギー・カーターを演じた。また、2014年には同キャラクターを主役としたスピンオフ作品のテレビドラマ『エージェント・カーター』が製作された。

### 私生活
2023年4月、音楽プロデューサーのNed Wolfgang Kellyと婚約した。

## フィルモグラフィ

### 映画
| 年   | 題名                                                                                              | 役名                                    | 備考 | 吹き替え                   |
| ---- | ------------------------------------------------------------------------------------------------- | --------------------------------------- | --- | -------------------------- |
| 2007 | ウディ・アレンの夢と犯罪 Cassandra's Dream                                                        | アンジェラ・スターク                    | | （吹き替え版なし）         |
| 2007 | How About You                                                                                     | エリー・ハリス                          | N/A |                            |
| 2008 | 情愛と友情 Brideshead Revisited                                                                   | ジュリア・フライト                      | 日本劇場未公開                                                                                            | よのひかり                 |
| 2008 | ある公爵夫人の生涯 The Duchess                                                                    | エリザベス・“ベス”・フォスター          | *ノミネート - 英国インディペンデント映画賞: 助演女優賞 *ノミネート - ロンドン映画批評家協会賞: 助演女優賞 | 朴璐美                     |
| 2011 | キャプテン・アメリカ/ザ・ファースト・アベンジャー Captain America: The First Avenger              | ペギー・カーター                        | | 園崎未恵                   |
| 2012 | ハイヒールを履いた女 I, Anna                                                                      | エミー                                  | 日本劇場未公開                                                                                            | （吹き替え版なし）         |
| 2012 | ロンドン・ヒート The Sweeney                                                                      | ナンシー                                | | ちふゆ                     |
| 2013 | JIMI:栄光への軌跡 Jimi: All Is by My Side                                                         | キャシー・エチングハム                  | （吹き替え版なし）                                                                                        |                            |
| 2014 | キャプテン・アメリカ/ウィンター・ソルジャー Captain America: The Winter Soldier                   | ペギー・カーター                        | 園崎未恵                                                                                                  |                            |
| 2014 | 戦場からのラブレター Testament of Youth                                                           | ホープ                                  | 日本劇場未公開                                                                                            |                            |
| 2015 | シンデレラ Cinderella                                                                             | エラの母                                | | 園崎未恵                   |
| 2015 | アベンジャーズ/エイジ・オブ・ウルトロン Avengers: Age of Ultron                                   | ペギー・カーター                        | カメオ出演（ノンクレジット）                                                                              | 園崎未恵                   |
| 2015 | アントマン Ant-Man                                                                                | ペギー・カーター                        | カメオ出演（ノンクレジット）                                                                              | 園崎未恵                   |
| 2018 | プーと大人になった僕 Christopher Robin                                                            | イヴリン・ロビン                        | | 園崎未恵                   |
| 2019 | カセットテープ・ダイアリーズ Blinded by the Light                                                 | ミス・グレイ                            | （吹き替え版なし）                                                                                        |                            |
| 2019 | アベンジャーズ/エンドゲーム Avengers: Endgame                                                     | ペギー・カーター                        | 園崎未恵                                                                                                  |                            |
| 2021 | ピーターラビット2/バーナバスの誘惑 Peter Rabbit 2: The Runaway                                    | ミトン                                  | 声の出演                                                                                                  | 浅野真澄                   |
| 2022 | ドクター・ストレンジ/マルチバース・オブ・マッドネス Doctor Strange in the Multiverse of Madness   | ペギー・カーター / キャプテン・カーター | | 園崎未恵                   |
| 2023 | ミッション:インポッシブル/デッドレコニング PART ONE Mission: Impossible – Dead Reckoning Part One | グレース                                | | 園崎未恵                   |
| 2023 | 屋根裏のラジャー The Imaginary                                                                    | リジー                                  | 声の出演（英語版吹き替え）                                                                                | 安藤サクラ（原語版の声優） |
| 2024 | パディントン 消えた黄金郷の秘密 Paddington in Peru                                                | マディソン                              | | 園崎未恵                   |
| 2025 | ミッション:インポッシブル/ファイナル・レコニング Mission: Impossible - The Final Reckoning        | グレース                                | | 園崎未恵                   |

### テレビ
| 年        | 題名                                                                                     | 役名                                    | 備考                                                                                         | 吹き替え           |
| --------- | ---------------------------------------------------------------------------------------- | --------------------------------------- | -------------------------------------------------------------------------------------------- | ------------------ |
| 2006      | サリー・ロックハートの冒険/マハラジャのルビー The Ruby in the Smoke                      | ローザ                                  | テレビ映画                                                                                   |                    |
| 2006      | ライン・オブ・ビューティ 愛と欲望の境界線 The Line of Beauty                             | キャスリン・フェデン                    | 計3話出演                                                                                    |                    |
| 2007      | マンスフィールド・パーク Mansfield Park                                                  | マリー・クロフォード                    | テレビ映画                                                                                   |                    |
| 2007      | サリー・ロックハートの冒険/仮面の大富豪 The Shadow in the North                          | ローザ                                  | テレビ映画                                                                                   |                    |
| 2009      | プリズナーNo.6 The Prisoner                                                              | ルーシー / 415                          | 計5話出演                                                                                    |                    |
| 2010      | ダークエイジ・ロマン 大聖堂 The Pillars of the Earth                                     | アリエナ                                | 計8話出演 *ノミネート - ゴールデングローブ賞 ミニシリーズ・テレビ映画部門: 主演女優賞 (2010) | 岡寛恵             |
| 2013      | ブラック・ミラー Black Mirror                                                            | マーサ                                  | シーズン2第1話「ずっと側にいて」                                                             | 衣鳩志野           |
| 2014      | エージェント・オブ・シールド Agents of S.H.I.E.L.D.                                      | ペギー・カーター                        | 計2話出演                                                                                    | 園崎未恵           |
| 2015-2016 | エージェント・カーター Agent Carter                                                      | ペギー・カーター                        | 主演、計18話出演 *ノミネート - サターン賞 テレビ部門: 主演女優賞 (2014)                      | 園崎未恵           |
| 2016-2017 | Conviction                                                                               | ヘイズ・モリソン                        | 計13話出演                                                                                   | N/A                |
| 2017-2019 | アベンジャーズ・アッセンブル Avengers Assemble                                           | ペギー・カーター                        | 声の出演                                                                                     |                    |
| 2017      | Howards End                                                                              | マーガレット・シュレーゲル              | ミニシリーズ                                                                                 | N/A                |
| 2018      | The Long Song                                                                            | キャロライン・モーティマー              | ミニシリーズ                                                                                 | N/A                |
| 2019      | クリミナル: イギリス編 Criminal: UK                                                      | ステイシー・ドイル                      | シーズン1第2話「ステイシー」                                                                 | （吹き替え版なし） |
| 2021-2024 | ホワット・イフ...? What If...?                                                           | ペギー・カーター / キャプテン・カーター | 声の出演                                                                                     | 園崎未恵           |
| 2024      | HEARTSTOPPER ハートストッパー Heartstopper                                               | ダイアン                                | 計3話出演                                                                                    | 杏寺円花           |
| 2024      | トゥームレイダー: レジェンド・オブ・ララ・クロフト Tomb Raider: The Legend of Lara Croft | ララ・クロフト                          | 声の出演 Netflixオリジナルアニメシリーズ                                                     | 甲斐田裕子         |

## 日本語吹き替え
『キャプテン・アメリカ/ザ・ファースト・アベンジャー』以降、園崎未恵が大半の作品を担当し、ほぼ専属（フィックス）になっている。
園崎が専属になるまでは、岡寛恵やよのひかり、朴璐美、ちふゆも担当していた。

## 関連文献
- Interview from The Times